# 香港手語歌舞劇團
香港手語歌舞劇團（Hong Kong Sign Language Musical Theatre）於2009年5月成立，前身名手‧語‧歌劇團，於2009年12月23日更名為香港手語歌舞劇團，是香港首個以手語歌、手語舞及手語歌音樂劇為主的表演藝術團體。

## 宗旨
劇團為非牟利組織。劇團的使命是「將手語歌成為第十藝術」。劇團致力發展手語歌藝術Crossover，如手語舞(Sign Dance)、手語粵曲、手語音樂劇，應邀義務演出及作街頭義演，推動街頭表演文化。結合不同能力之人士，拓展多方面的藝術探索和文化交流，肩負向普羅大眾推動手語歌及舞台藝術、融合視覺藝術及表演藝術，結合手語歌、舞蹈及戲劇將手語推進另一個藝術層面。

## 成員
劇團由一群因為手語歌而認識的熱愛表演藝術人士組成，成員全為義工。核心成員包括藝術總監陳華亮（藝名：鬼Sir）、副藝術總監潘甘儀、行政總監余家欣、藝術幹事鍾宛澄及張沛雯。

## 演出及獲獎紀錄
機構在成立後，過去不斷參與不同機構的義演，包括香港撒瑪利亞防止自殺會、香港中華基督教青年會、Uknow、基督教懷智服務處、香港青年聯會、中華基督教會基順學校、百職社會服務團、NSA VQ82、匡智會、聾人福利促進會、十大傑出青年選舉、支聯會、家庭及少數族裔事務工作小組、啟勵扶青會、懲教署、森林樂、藝術人家、路德會等等。
劇團於09年憑《滾》及《未完舞曲》獲得YMCA 聯青聾人中心第七屆香港手語歌比賽的冠軍、亞軍、最閃爍表現獎、最佳手語演繹獎以及創意精神獎共五個獎。10年第八屆香港手語歌比賽憑《旋渦》獲演繹歌曲季軍、最閃爍舞台表現獎及自選歌曲亞軍。其後於11年5月於兩岸四地青年團體合辦的「夢想啟航行動」憑《We are ready》奪得最具夢想力大獎、人氣最頂 Dream 大獎2個大獎、及6萬元獎金。

2017年12月15日 東華三院學員參與手語音樂短劇「燕尾蝶」
2017年11月 手語歌舞音樂劇「雪紅玫」共四場
2017年4月 手語歌舞音樂劇「小金無」共四場
2017年1月 獲邀「智識」雜誌封面人物訪問
2016年12月 手語歌舞音樂劇「情未鳥二」共三場
2016年2月 手語歌舞音樂劇「情未鳥」共三場
2014年10月 手語歌舞音樂劇「情未鳥」共三場
第八屆香港手語歌比賽獲得演繹歌曲及自選歌曲分別『亞軍』、『季軍』及『最閃爍舞台表現獎』
2011年6月11至12日於觀塘人間搞作黑盒劇場上演全港首套結合手語歌的原創音樂劇《隔世情未鳥》共三場，場場爆滿。
2012年2月參與第九屆香港手語歌比賽演繹歌曲～門常開～獲得『冠軍』
2012年1月受TVB(香港無線電線有限公司)節目"東張西望"及"激優一族"綵訪。
2011劇作坊十月謎城短片製作比賽，編導演兩條短片，獲最受觀眾歡迎『冠軍』及『季軍』
2011夢想啟航行動獲最具夢想力大獎及人氣最頂Dream大獎及完夢獎金六萬元。
2010故事”隔世情未了”，獲得最受觀眾歡迎創意劇本獎。
2009手語歌劇”燕尾蝶”(環保題材)，贏得匡智九龍聯網才藝比賽冠軍，並在7月贏得匡智會全港聯網總冠軍，同年9月於理工大學綜藝館作大型演出。
2009第七屆香港手語歌比賽獲得『冠軍』、『亞軍』、『最閃爍表現獎』、『最佳手語演繹獎』及『創意精神獎』五個獎項
2008年11月填詞獲得取得YMCA 聯青聾人中心第六屆香港手語歌比賽創意精神獎
2008年香港心理衛生會飛躍藝展大賞贏得「至專大獎」(全場總冠軍)

## 外部連結
- 團體推廣手語歌舞[永久]
- Facebook主頁
- 官方網站 （页面存档备份，存于）